# Gollermühle
Gollermühle ist Gemeindeteil der Gemeinde Sengenthal im Landkreis Neumarkt in der Oberpfalz in Bayern.

## Lage
Die Gollermühle liegt westlich vor dem Albrand des Oberpfälzer Jura am Wiefelsbach, der das Mühlrad für den einen Mahlgang der Mühle (so 1836) antrieb und nach vier weiteren Mühlen in die Sulz mündet. Die Einöde ist über einen Anliegerweg zu erreichen, der von der Gemeindeverbindungsstraße Reichertshofen–Sengenthal nach Süden abzweigt.

## Geschichte
Eine Zehentbeschreibung von 1670 besagt, dass die Gollermühle, auch als „Gallermühle“ bezeichnet, den Groß- und Kleinzehent dem Kurfürsten gab; ihre Geschichte davor liegt im Dunkeln.
Am Ende des Alten Reiches, um 1800, gehörte die Gollermühle zur Oberen Hofmark Berngau und unterstand hochgerichtlich dem herzoglich-baierischen Schultheißenamt Neumarkt.
Im Königreich Bayern wurde zwischen 1810 und 1820 der Steuerdistrikt Forst, dann die gleichnamige Ruralgemeinde gebildet, die aus Forst, Braunshof, Rocksdorf und Stadlhof bestand. In diese Gemeinde wurde vor 1867 die Gemeinde Wiefelsbach mit ihren zehn Einöden integriert, nämlich die Birkenmühle, die Braunmühle, der Dietlhof, die Gollermühle, die Kastenmühle, die heute nicht mehr existierende Kindlmühle, die Ölkuchenmühle, die ebenfalls heute nicht mehr existierende Schmidmühle, die Schlierfermühle und die Seitzermühle.
Im Zuge der Gebietsreform in Bayern erfolgte am 1. Januar 1972 die Eingliederung der Gemeinde Forst und damit auch der Gollermühle in die Gemeinde Sengenthal im Landkreis Neumarkt i. d. Opf.
Gemäß der Volkszählung vom 1. Dezember 1871 hatte die Gollermühle zu dieser Zeit vier Gebäude, acht Einwohner, an Großvieh drei Pferde und 23 Stück Rindvieh.
Die Mühle gehörte seit alters her zur Berngauer Filiale (ab 1854 Kuratie, ab 1867 Pfarrei) Reichertshofen.
Mehrmals kam es zum Besitzerwechsel; der Mahlbetrieb wurde 1960 aufgegeben. Heute ist dort eine Fisch- und Teichwirtschaft in Betrieb, und die früheren Stallungen werden als Pferdepension genutzt.

### Einwohnerzahlen
- 1830: 07 (1 Haus)[9]
- 1836: 10 („Gallermühle“, 1 Haus)[10]
- 1861: 10 (3 Gebäude)[11]
- 1871: 08[12]
- 1900: 13 (1 Wohngebäude)[13]
- 1937: 05[14]
- 1961: 05 (1 Wohngebäude)[15]
- 1987: 06 (1 Wohngebäude, 2 Wohnungen)[1]

## Baudenkmäler
- Kanalschleuse 32 des König-Ludwig-Kanals

## Murnau
Nordwestlich der Gollermühle erinnert die Flurbezeichnung „Murnau“ auf den 1280 genannten, abgegangenen Ort namens Murnau.

## Persönlichkeiten
- Georg Gmelch, katholischer Geistlicher des Bistums Eichstätt, * 17. April 1851 in der Gollermühle als Sohn des Müllers, 1885 Pfarrer in Buxheim, 1898 in Staufersbuch, 1905 in Haunstetten; † 6. Juni 1924[17]